# Agustín Cejas
Agustín Cejas, de son vrai nom Agustín Mario Cejas, est un footballeur argentin né le 22 mars 1945 à Buenos Aires et mort le 14 août 2015.

## Carrière
Il a joué au poste de gardien de but, essentiellement pour Racing Club et Santos FC. Il a reçu le Bola de Ouro (Ballon d'Or brésilien) en 1973.

## Clubs
- 1962-1970 : Racing Club ( Argentine)
- 1970-1975 : Santos FC ( Brésil)
- 1975-1975 : CA Huracán ( Argentine)
- 1976-1976 : Grêmio Football Porto-Alegrense ( Brésil)
- 1976-1980 : Racing Club ( Argentine)
- 1981-1981 : CA River Plate ( Argentine)

Cejas a disputé 312 rencontres avec le Racing Club.

## Palmarès
- Championnat d'Argentine en 1966 avec Racing Club
- Copa Libertadores en 1967 avec Racing Club
- Coupe intercontinentale en 1967 avec Racing Club
- Champion de l'État de São Paulo en 1973 avec Santos FC